# Caio Antônio Híbrida
Caio Antônio Híbrida (português brasileiro) ou Caio António Híbrida (português europeu) (em latim: Gaius Antonius Hybrida) foi um político da gente Antônia da República Romana eleito cônsul em 63 a.C. com Marco Túlio Cícero. Era filho de Marco Antônio Orador, cônsul em 99 a.C., irmão mais novo de Marco Antônio Crético, pretor em 65 a.C. e pai de Marco Antônio, e pai de duas meninas, Antônia Híbrida Maior e Antônia Híbrida Menor.

## Carreira

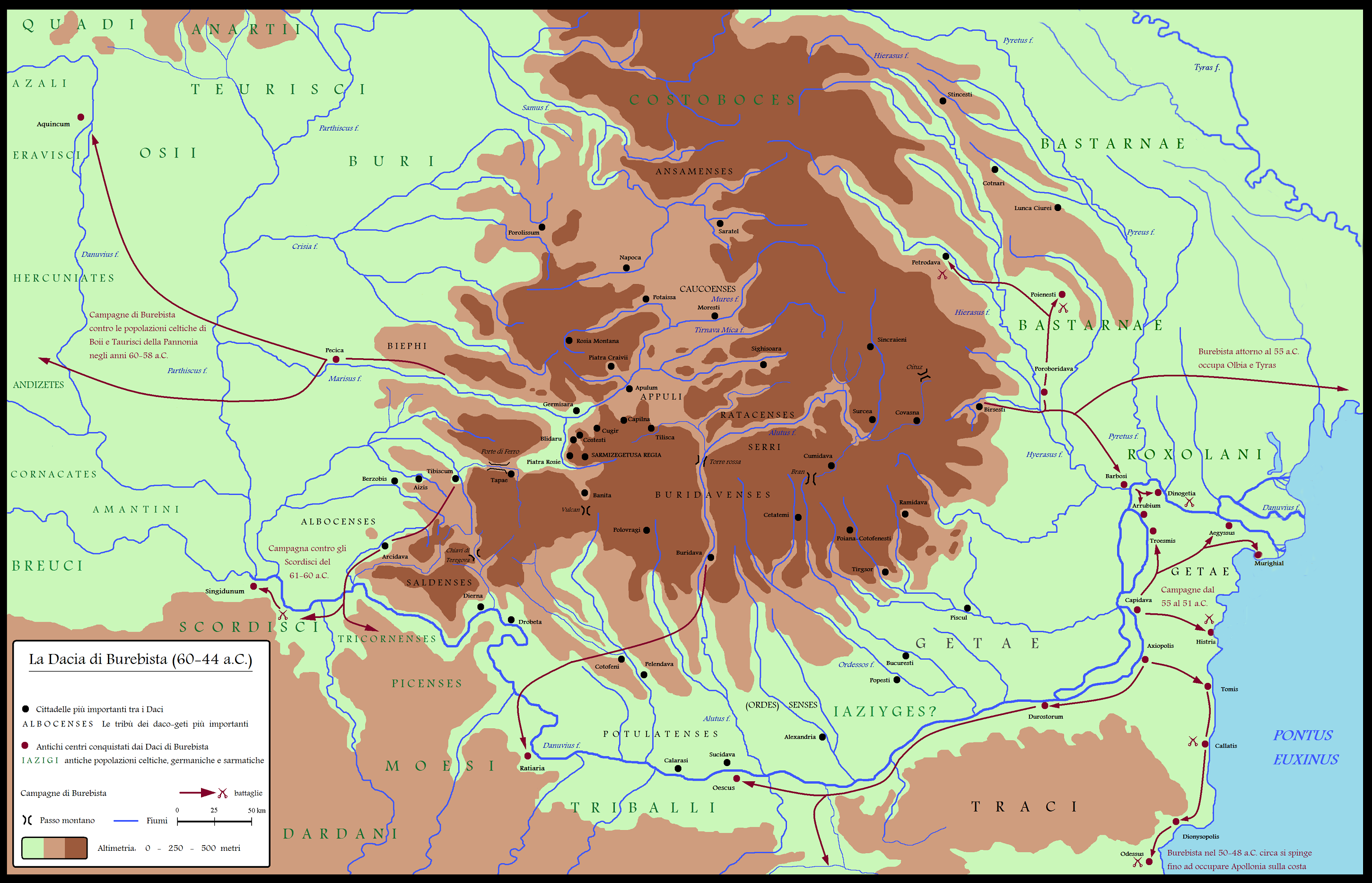
Mapa da do Reino da Dácia, vizinho das possessões romanas na Macedônia e na Trácia (ao sul). O território que Híbrida saqueou habitavam as fronteiras destas possessões, como os dardânios e getas (getae; à direita, na costa do Mar Negro) e os dardânios, no canto inferior esquerdo. A Dácia só seria subjugada de fato durante o império romano, um século mais tarde.

Sua carreira começou como legado e comandante de cavalaria de Lúcio Cornélio Sula durante a Segunda Guerra Mitridática. Depois da volta de Sula a Roma, Híbrida permaneceu na Grécia com uma força de cavalaria e tinha a missão de manter a paz e a ordem, mas acabou atacando a zona rural e saqueando, em benefício próprio, muitos templos e lugares sagrados gregos. Foram os rumores destes saques e das atrocidades cometidas contra a população local, incluindo relatos de tortura e aleijamentos, que lhe valeram o agnome "Hybrida", que significava ("meio besta", no sentido de "fera").
Em 76 a.C., foi processado por suas ações pelo jovem Júlio César, mas escapou da punição por conseguir apelar com sucesso pela intervenção de um tribuno da plebe. Anos depois, em 70 a.C., porém, foi removido do Senado e teve removido seu status senatorial pelos censores Cneu Cornélio Lêntulo Clodiano e Lúcio Gélio Publícola, ainda por causa das atrocidades cometidas na Grécia. Apesar de sua má reputação, foi eleito tribuno da plebe em 69 a.C., o que significava que poderia novamente se juntar ao Senado. Três anos depois foi eleito pretor e, finalmente, em 63 a.C., chegou ao consulado juntamente com Marco Túlio Cícero.
Em segredo, Híbrida suportava Catilina, mas Cícero conseguiu convencê-lo a mudar de lado a prometer-lhe o governo da rica província da Macedônia. O próprio Cícero, por outro lado, recusou a província da Gália e preferiu ficar em Roma no papel de "defensor de seu país". Quando a Segunda Conspiração de Catilina irrompeu, Híbrida foi obrigado, sendo cônsul, a marchar com seu exército para a Etrúria, mas entregou o comando das forças no dia da Batalha de Pistória (62 a.C.) para Marco Petreio alegando questões de saúde.
Ele seguiu para a Macedônia em seguida e conseguiu rapidamente ser detestado por todos por causa de seu governo opressivo e suas extorsões sobre o povo. Depois de arrasar o território dos dardânios e seus vizinhos, Híbrida não esperou um contra-ataque e fugiu. No caminho, o inimigo conseguiu cercar sua infantaria e expulsou-a de seu território, mas recuperou tudo o que havia sido saqueado. Quando Híbrida tentou a mesma técnica sobre os aliados romanos na Mésia, foi derrotado perto da cidade dos ístrios (Istro) por uma coalizão de getas, citas, bastarnas e colonos gregos e obrigado a fugir novamente. Esta vitória sobre os romanos permitiu que Burebista, rei da Dácia, dominasse a região por um breve período (60-50 a.C.).
Em 59 a.C., Híbrida foi acusado novamente em Roma por Marco Célio Rufo, tanto por tomado parte da Conspiração de Catilina quanto pelos novos casos de extorsão em sua província. Diz-se que Cícero teria concordado com Caio em dividir o resultado de seus saques e as defesas de Cícero em relação a Híbrida, dois anos antes, quando se propôs chamá-lo de volta e também neste julgamento, só aumentavam a suspeita. Apesar da defesa dele, porém, Híbrida foi condenado e exilado em Cefalônia.
Aparentemente Híbrida foi convocado a Roma por Júlio César, pois estava presente numa reunião do Senado, em 44 a.C., e foi censor em 42 a.C..

## Família
Híbrida casou-se com uma matrona romana de nome desconhecido, com quem teve duas filhas:
- Antônia Híbrida Maior casou-se com tribuno Lúcio Canínio Galo. Foram pais de Lúcio Canínio Galo, cônsul em 37 a.C..
- Antônia Híbrida Menor casou-se com seu primo por parte de pai, Marco Antônio, como sua segunda esposa. Foram pais de Antônia.